# Єврейські мелодії (книга)
«Єврейські мелодії» (івр. מזמורי יהודים) — книга поезій Дмитра Павличка в перекладі з української на мову іврит, видана в Ізраїлі
До книги увійшли найкращі поезії класика сучасної української поезії Дмитра Павличка, написані ним на єврейську тему.
Це вірші, взяті в основному з двох збірок: «Єврейські мелодії», які написані автором після 1988 року, після послаблення протидії радянського режиму цій тематиці, і збірки «Вірші з Єрусалиму» — за враженнями пізнішого відвіданням Павличком Ізраїлю: («Я перед вашою Стіною / Стою і за свій народ молюсь» («До євреїв»).
В книгу ввійшов також недавно написаний «Реквієм», поставлений композитором Євгеном Станковичем на музику і показаний глядачу в різних містах України та Ізраїлю.
У ґрунтовній вступній статті письменника і літературознавця Олександра Деко вказується: 
| …в «Єврейських мелодіях» Дмитра Павличка прочитується велика схожість долі двох народів: українського та єврейського. Вони зазнали насильницької асиміляції, відлучення від рідної мови, перетворення вільних громадян на рабів, що зрікаються свого роду і племені.[1] |
Переклав «Єврейські мотиви» з української на іврит Антон Паперний:

| …Він один з тих людей, які створюють обличчя української літератури за кордоном, доносячи до зарубіжного читача твори наших прозаїків та поетів. … Він один з найкращих перекладачів на іврит, причому перекладає він здебільшого поезію, і, здебільшого — дуже не просту для перекладу.[2]. |
Книга «Єврейські мелодії» вийшла в ізраїльському видавництві «Соборність». Переклади передмови з української на англійську — Богдани Павличко, на іврит — Антона Паперного.

Презентація та обговорення книги відбулося в київському Будинку вчених в лютому 2012.
В Ізраїлі публікувалися також інші переклади творів Дмитра Павличка — у вересні 2011 року в літературно-художньому альманасі «Муза» (№ 3) опубліковані вірші Павличка перекладачем Віктором Шмульяном, який перекладає поезії Дмитра Васильовича російською і мовою іврит.

## Презентація та обговорення книги «Єврейські мелодії»

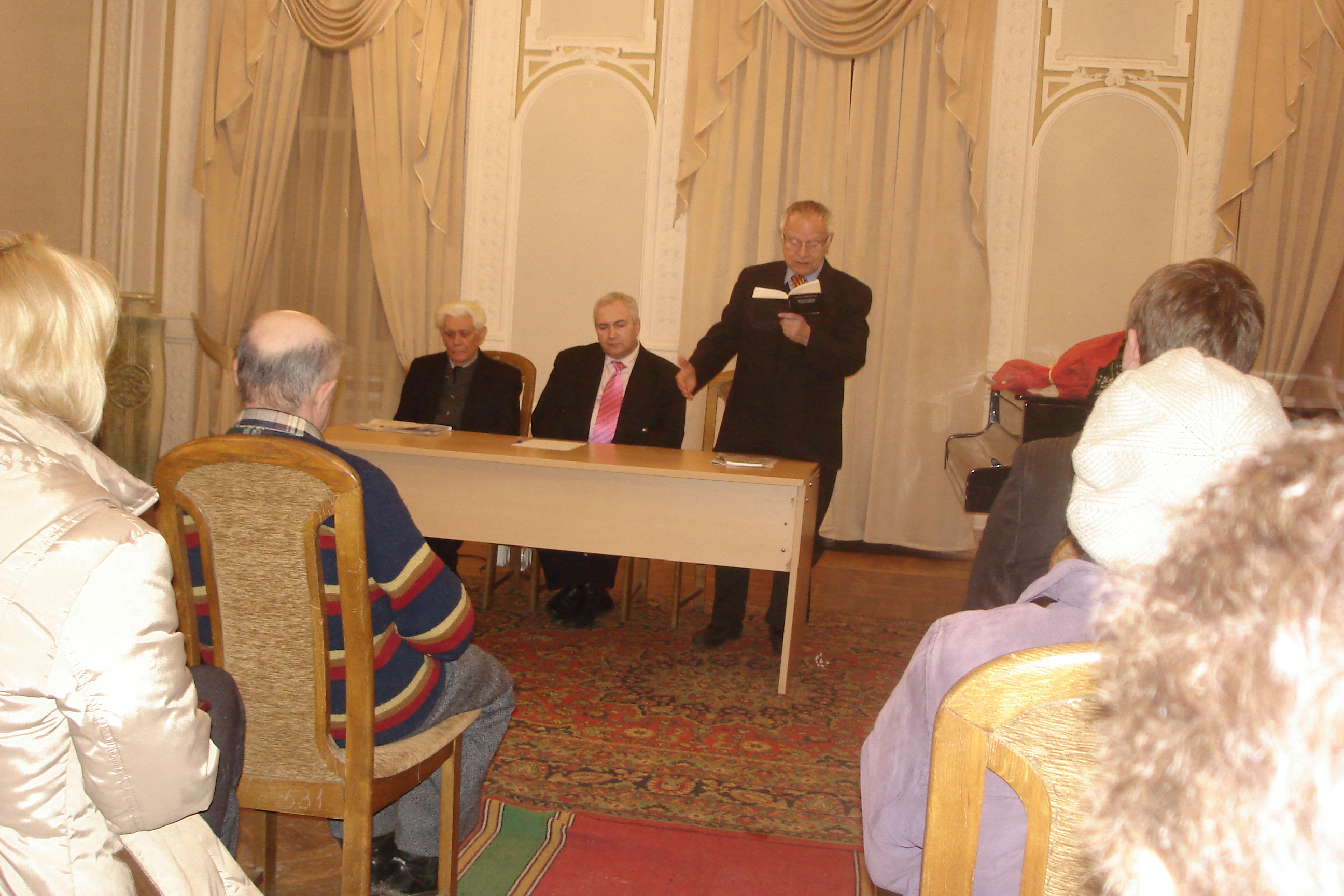
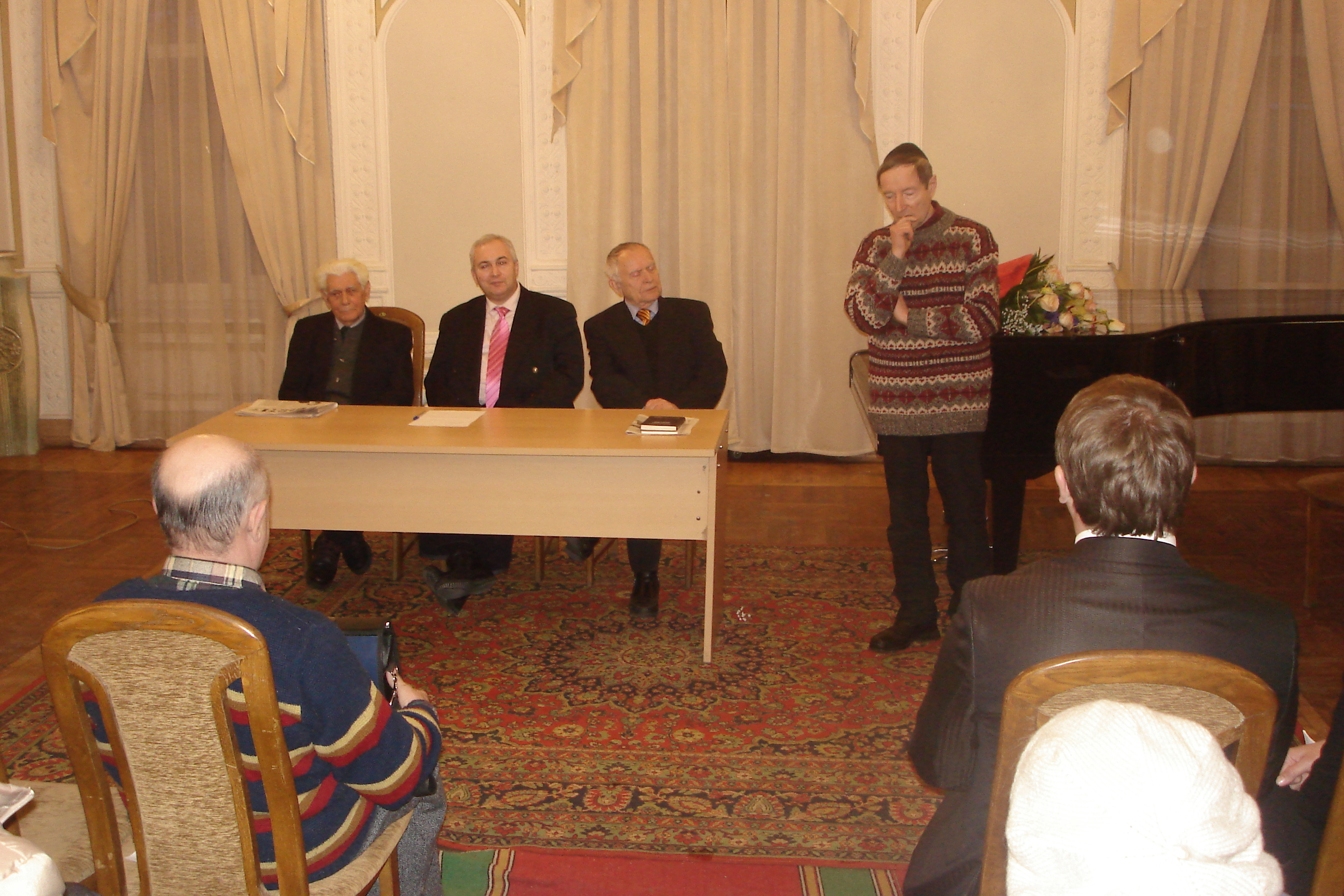
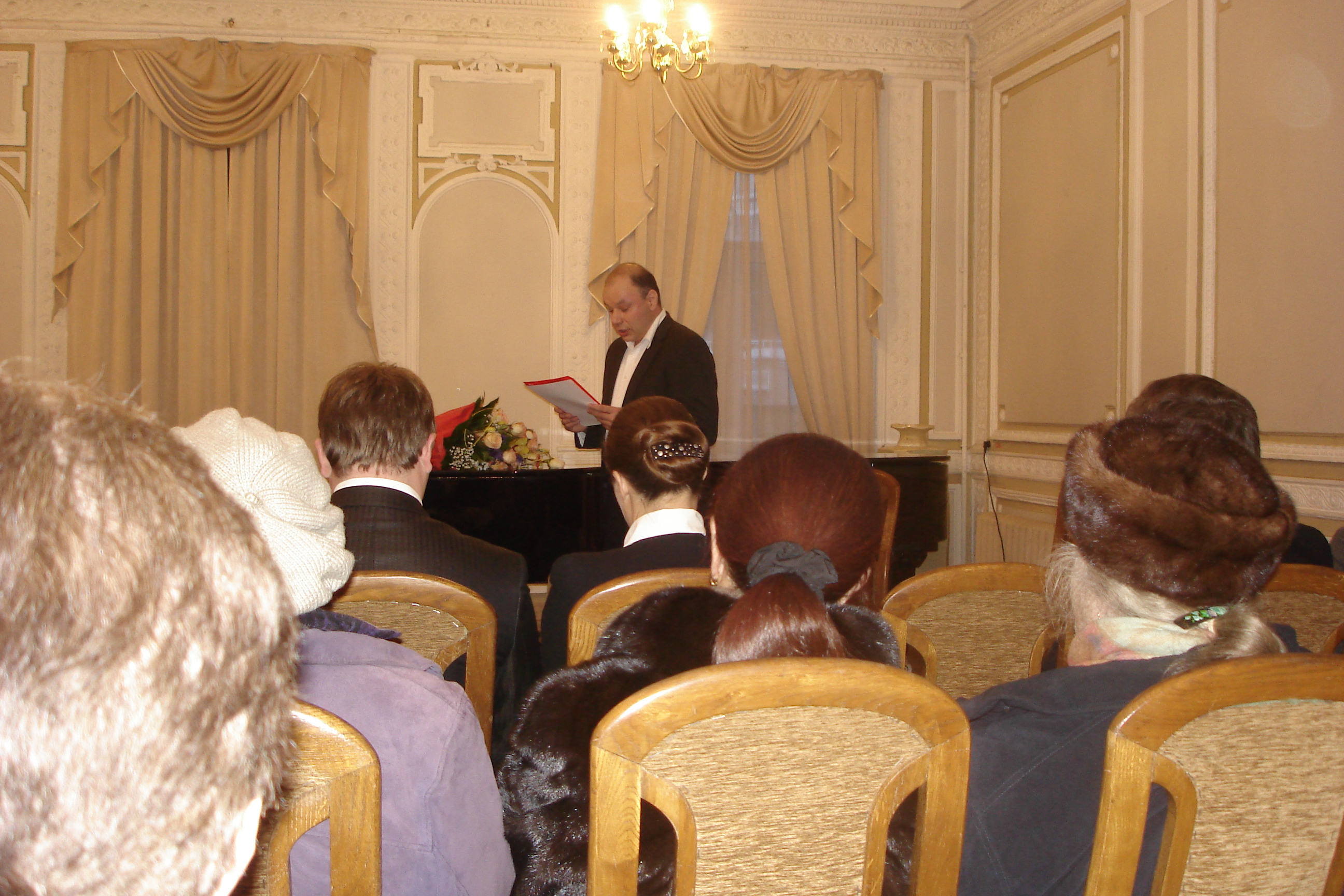
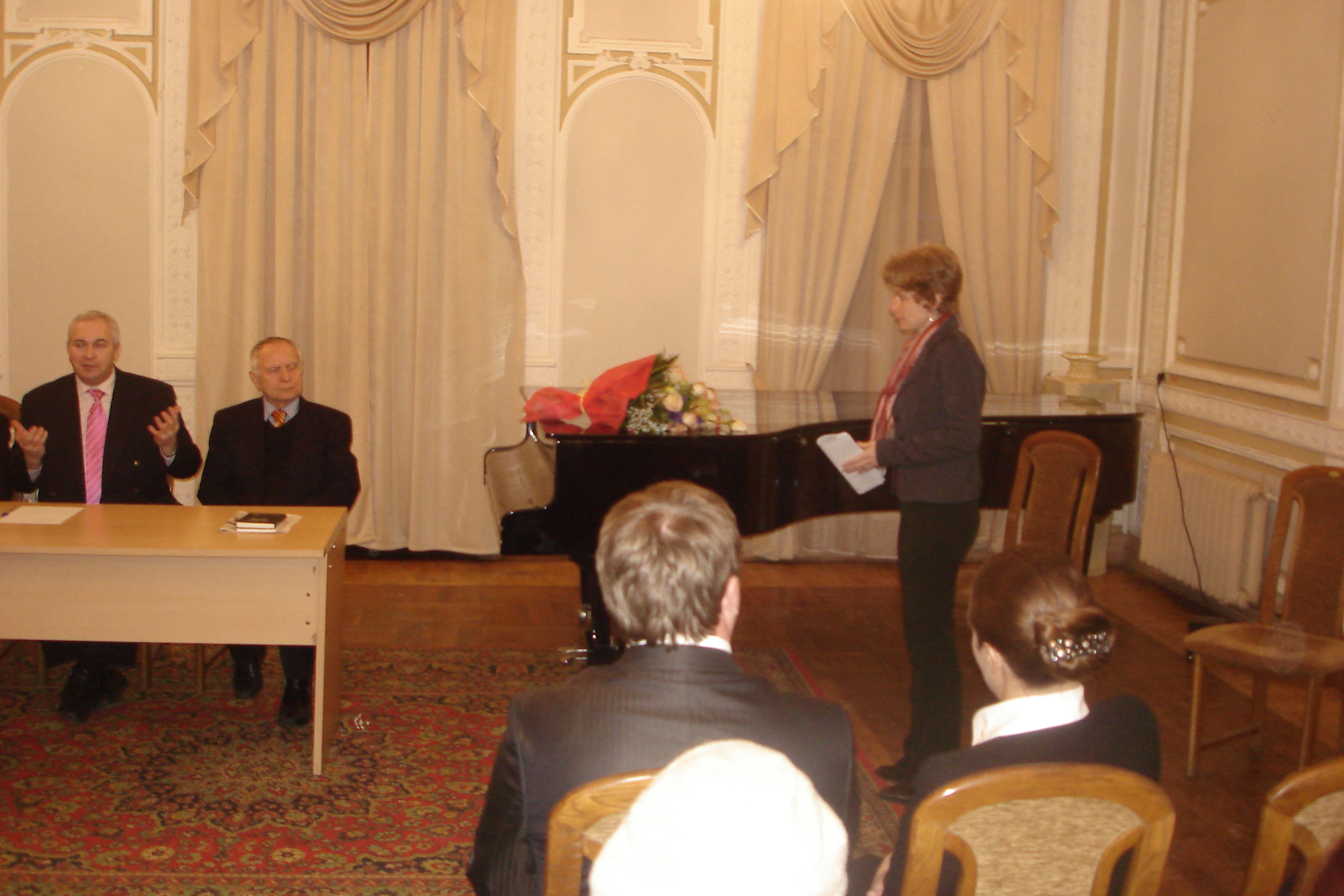
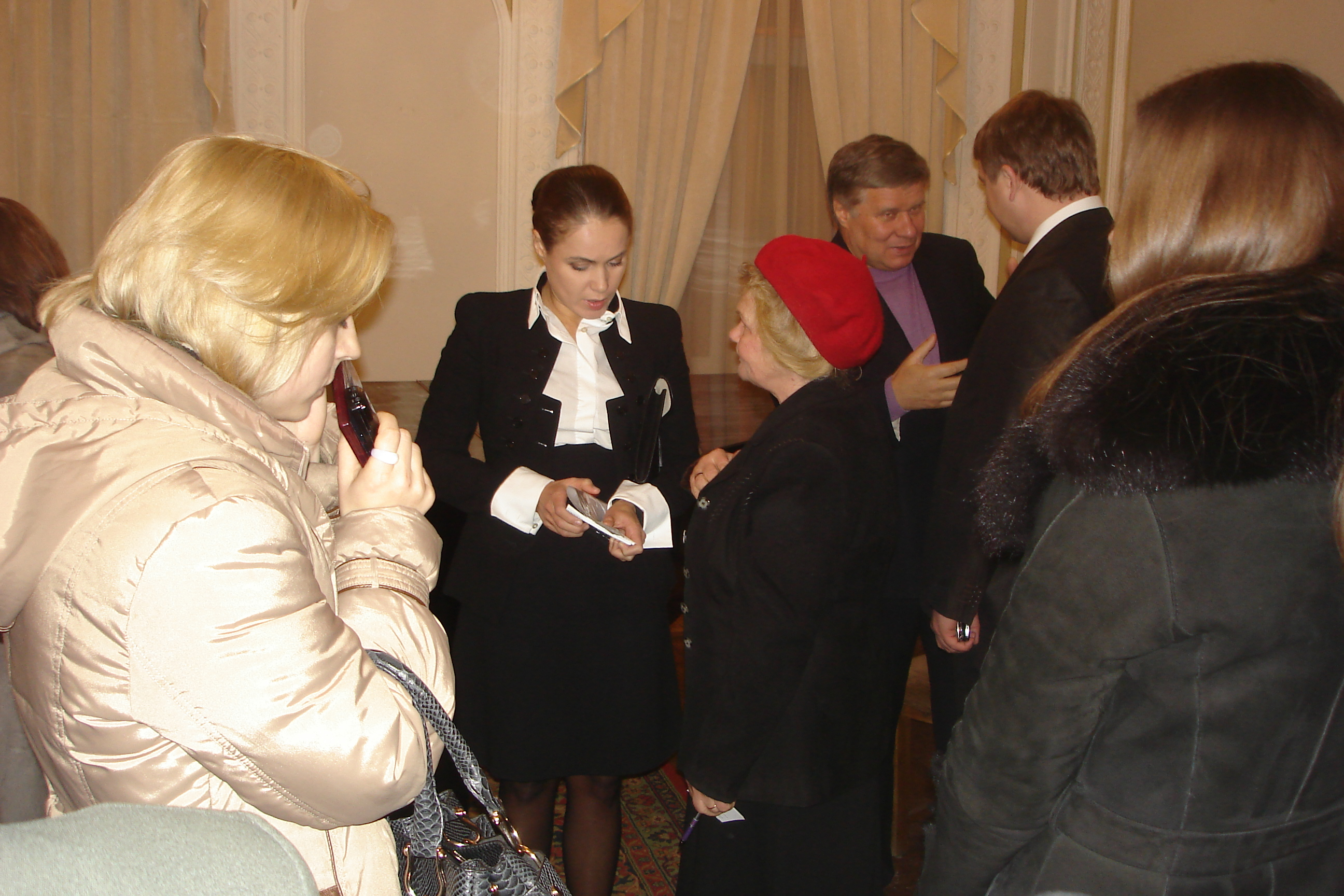
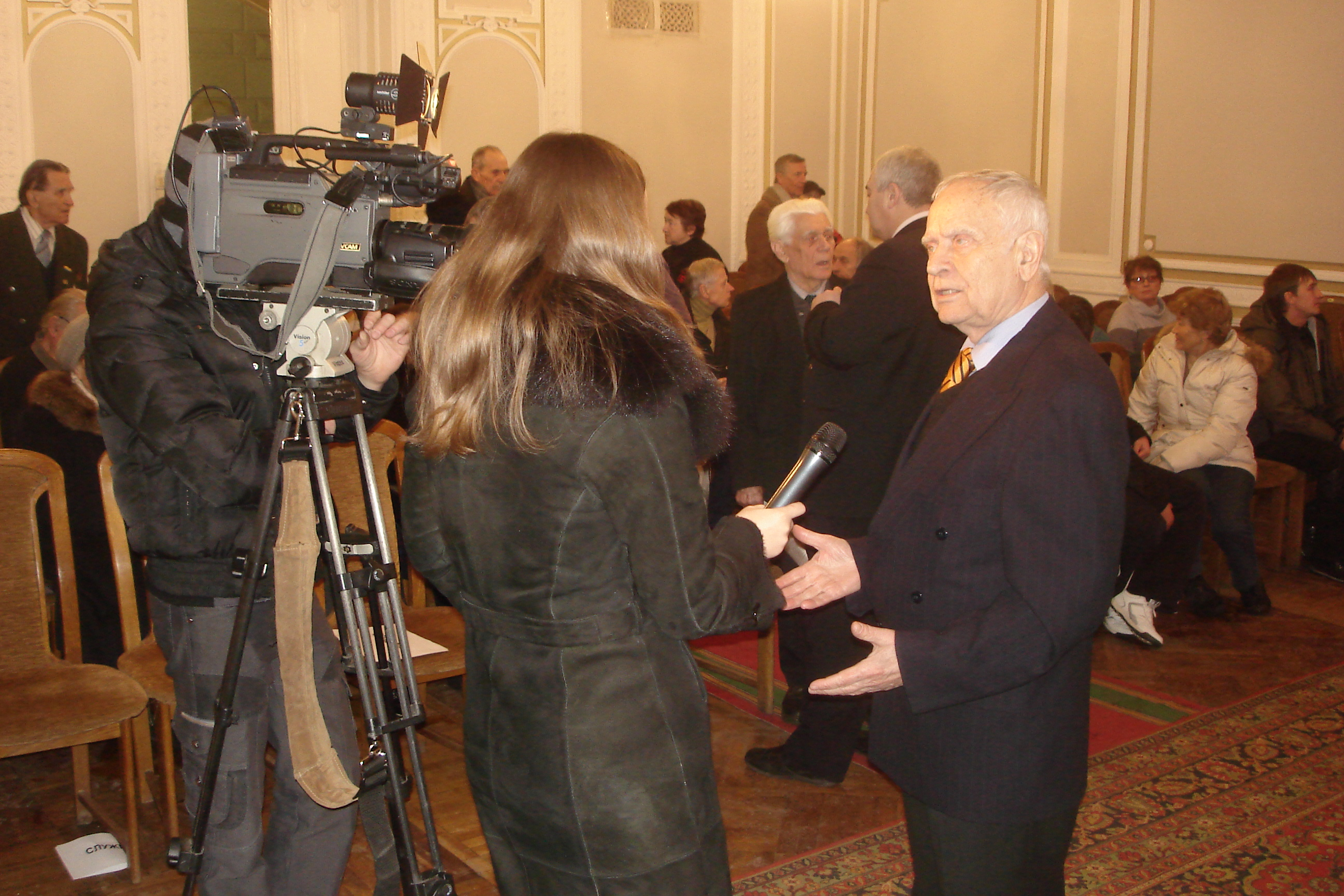